# Попов, Борис Михайлович (зоолог)
Попов Борис Михайлович (1913—1942) — советский и украинский зоолог. Автор около 20 научных статей. Один из авторов (посмертно) первого выпуска первого тома издания «Фауны Украины». Изучал фауну птиц и млекопитающих, питание сов, распространение редких видов млекопитающих, миграцию животных. Самыми известными публикациями ученого являются исследования летучих мышей.

## Биография
Родился 21 декабря 1913 года в Сумах в семье агронома. Закончил сельскохозяйственный техникум.
В 1930 году начал работать на Киевской агробиостанции в кружке юннатов. В том же году был принят в лабораторию по изучению грызунов отдела энтомологии Киевской сельскохозяйственной опытной станции, где успешно работал до 1932 года. За этот период участвовал в ряде экспедиций по Киевской, Черниговской, Харьковской, Винницкой и других областей УССР, которые были посвящены изучению вредных грызунов.
В 1931 году начал работать зоологом комплексной экспедиции в районе строительства Днепрогэс. В этих экспедициях он собрал многочисленный фактический материал по фауне млекопитающих и птиц, особенно грызунов, который обогатил фонды Зоологического музея АН УССР и до сих пор широко используется при выполнении ряда зоологических работ.
В 1933—1935 годах работал в Плодоягодном институте (Киев) на должности зоолога, а также принимал участие в ряде научных экспедиций, в том числе в Одесскую, тогдашнюю Каменец-Подольскую и Житомирскую области.
В 1936 году был принят на должность младшего научного сотрудника в Зоологический музей Института зоологии АН УССР (ныне Зоологический музей ННПМ НАНУ). Учился в Киевском Государственном университете, работал над кандидатской диссертацией.
В течение 1938—1939 годов работал в заповеднике Гористое Академии наук и по результатам этих исследований опубликовал обзор «Материалы к фауне млекопитающих заповедника гористое и его окрестностей» (1940).
С 1940 года заинтересовался историей фауны Украины и начал работать в Отделе палеозоологии Института зоологии (ныне отдел палеозоологии Национального научно-природоведческого музея). Провел ряд палеонтологических раскопок в Херсонской и Запорожской областях.
В 1941 году Закончил работу над основной своей работой — «Летучие мыши УССР», которую должен был защищать как диссертацию на ученую степень кандидата биологических наук, но эта работа не была защищена или напечатана в связи с началом Великой Отечественной войны. Этот труд в определённой переработке вошёл как составная часть (раздел о летучих мышей) первого тома издания «Фауна УССР».
В 1941 году мобилизован в армию. Погиб 20 января 1942 у хутора Долгое Попаснянского района (ныне Славяносербский район) тогдашней Ворошиловградской области. Точное место захоронения неизвестно, никаких знаков захоронений военного времени в селе нет.

## Основные труды
- Попов Б. М. Мала рясоніжка на Київщині // Український мисливець і рибалка. — 1931. — № 7.
- Попов Б. М. Сипуха та її їжа в заповіднику «Конча-Заспа» // Матеріали до порайонного вивчення дрібних звірів та птахів, що ними живляться. — Київ, 1932. — Вип. 1. — С. 81-91.
- Попов Б. М. Мамаліологічні нотатки. І. Поширення Лейслерової вечерниці (Nyctalus leisleri Kuhl, Chiroptera) в УСРР. II. Знахідка лісової мишівки (Sicista montana Mehely) в межах УСРР // Збірник праць Зоологічного музею. — 1936. — № 18. — С. 191—196.
- Попов Б. М. Мамологічні замітки. Про нові місця знахідок лісової мишівки в Україні // Збірник праць зоологічного музею АН УРСР. — 1939. — N 21.
- Попов Б. М. Матеріали до орнітофауни порожистої частини р. Дніпра // Збірник праць Зоологічного музею. — 1937. — № 20. — С. 41-64.
- Попов Б. М. К вопросу о географическом распространении некоторых мелких млекопитающих в УССР // Зоологический журнал. — 1939. — Том 18, выпуск 2. — С. 331—335.
- Попов Б. М. О сезонных миграциях летучих мышей // Природа. — 1941. — № 2. — С. 87-90.
- Попов Б. М. Матеріали до фауни ссавців заповідника Гористе і його околиць // Природа заповідника АН УРСР Гористе. — 1941. — Вип. 1. — С. 27-40.
- Абелєнцев В. I., Попов Б. М. Ряд рукокрилі, або кажани — Chiroptera // Фауна України. — Київ: Вид-во АН УРСР, 1956. — Том 1: Ссавці, випуск 1. — С. 229—446.